# Laila al-Atrash
Laila al-Atrash, en arabe : ليلى الأطرش, est une romancière palestino-jordanienne née en 1948 à Beit Sahour et morte le 17 octobre 2021.

## Biographie

### Enfance et études
Laila al-Atrash naît en 1948 à Beit Sahour. Elle est titulaire d'un diplôme de littérature arabe, d'un diplôme de droit et d'un diplôme de français,.

### Carrière

#### Journalisme
Elle commence sa carrière dans les médias en tant que journaliste et reporter de presse, puis en tant que productrice et présentatrice de programmes radio. Dans les années 1970, elle entre dans le monde de la radiodiffusion en tant que rédactrice de journaux télévisés, présentatrice et productrice de programmes. Ses programmes télévisés couvrent un large éventail de thèmes culturels et sociaux. Elle produit notamment une série d'émissions d'investigation et d'approfondissement, ainsi que des entretiens avec de nombreux intellectuels, écrivains et artistes arabes, ainsi qu'avec d'autres symboles de la culture arabe moderne dans divers domaines,.

#### Littérature
À travers ses neuf romans et autres œuvres littéraires, ses articles, ses enquêtes journalistiques, ses programmes télévisés et ses écrits pour le théâtre, Laila Al-Atrash consacre ses écrits à la défense des questions humanitaires et sociales et à la surveillance des souffrances des femmes arabes. En tant qu'éditrice du site web Dialogue of the Pen, elle appelle au rejet de l'extrémisme et de la violence sociale et intellectuelle, à la diffusion des valeurs de tolérance, de coexistence et de non-discrimination, et suit les souffrances des femmes arabes dans leur pays d'origine.
Ses romans et nouvelles sont traduits en plusieurs langues, notamment en anglais, en français, en italien, en coréen, en allemand et en hébreu, certains sont enseignés dans des universités jordaniennes, arabes, françaises et américaines.
Elle est décrite comme « autrice féministe » car ses livres mettent souvent en scène des personnages en quête de libération personnelle. En 2018, dans une interview à The National, elle déclare : « Je suis une « écrivaine féministe », mais à ma façon - c'est un féminisme social. Dès le début, les femmes ont été très importantes dans mon écriture, mais je ne sépare pas les femmes des hommes. Les hommes ont plus besoin d'être libérés que les femmes. Dans le monde arabe, nous en avons besoin parce que nos hommes, malheureusement, ne sont pas assez libérés. »,.

#### Activités au PEN
En tant que directrice du centre PEN jordanien, une émanation de l'organisation internationale connue sous ce nom pour défendre la liberté d'expression, elle s'efforce de changer l'image stéréotypée des Arabes et des musulmans parmi les écrivains du monde entier par l'intermédiaire du site web PEN Dialogue, afin de rapprocher les cultures et de présenter les écrivains, penseurs et traducteurs arabes, en mettant l'accent sur la liberté d'opinion et de pensée, tout en contrant les attaques contre les présupposés religieux
Elle contribue au lancement des projets Bibliothèque familiale et Lecture pour tous en Jordanie en 2007 et en est la responsable des médias et la porte-parole. Le quatrième rapport arabe sur le développement humain met l'accent sur sa promotion des femmes écrivaines qui ont un impact évident sur la société.

### Mort
Laila al-Atrash meurt le 17 octobre 2021,,.

## Récompenses et distinctions

### Récompenses
Son roman Hymns of Temptation est nommé pour le prix arabe du livre en 2016.

### Distinctions
Le magazine anglophone Sayidaty la sélectionne en 2008 comme l'une des 60 femmes ayant le plus de succès dans le monde arabe.
L'Université Ahlulbayt, l'Université Ahlia d'Amman et le mouvement Youth Towards Change la choisissent comme personnalité culturelle de l'année en 2009, 2010 et 2011[réf. nécessaire].